# Sólyi Antal
Sólyi Antal (született: strauszenberghi Strausz Antal) (Komárom, 1913. május 6. –Nagylengyel, Zala vármegye, 1945. november 25.) magyar matematikus, okleveles középiskolai tanár.

## Élete
A római katolikus nemesi származású strauszenbergi Strausz családban született. Ősapja, a Mosonmagyaróváron lakó strauszenberghi Strausz Ferenc Márton volt, aki 1702. május 26-án szerzett indigenátust (a nemesség magyar honosságát) valamint családi címert I. Lipót magyar királytól. Apja dr. Strausz Sándor Domonkos (1867–1932), királyi itélő táblai bíró, földbirtokos, anyja Parragh Rafaella (1884–1947) asszony volt. Apai nagyszülei strauszenberghi Strausz Sándor (1831–1922), Zala vármegye bizottsági tag, zalai esküdt, körjegyző, a "Zalamegyei Gazdasági Egyesület" tagja, a zalamegyei gazdakör tagja, nagylengyeli földbirtokos, és a boldogfai Farkas család sarja, boldogfai Farkas Krisztina (1837–1883) asszony voltak. Strausz Sándorné boldogfai Farkas Krisztina szülei boldogfai Farkas Ferenc (1779–1844), jogász, Zala vármegye táblabírája, földbirtokos, és Joó Borbála (1811–1881) asszony voltak. Anyai nagyszülei Parragh Gyula (1851–1928), balatonkenesei postamester, földbirtokos és strauszenberghi Strausz Erzsébet (1859–1930), aki egyben nővére is volt dr. Strausz Sándor Domonkos (1867–1932) királyi itélő táblai bírónak. Sólyi Antal bátyja, dr. strauszenbergi Strausz Ferenc (1911–1949), alsolenvai főszolgabíró volt; nagybátyja, pedig  strauszenberghi Strausz Farkas (1863–1946), MÁV főellenőr, nagylengyeli földbirtokos volt. Másrészt, Sólyi Antal édesapjának az unokatestvérei strauszenbergi Strausz Flórián (1863–1952) pápai prélátus, alsólendvai esperes, valamint strauszenberghi Strausz Antal (1872–1935) római katolikus pap, veszprémi kanonok, zsinati bíró, zalai főesperes, bői címzetes prépost voltak.
Zalaegerszegen, az Állami Reálgimnáziumban érettségizett. Budó Ágostonnal osztozott a második díjban az 1931. évi fizikai Eötvös-versenyen (akkor Károly Irén versenynek hívták) úgy, hogy első díjat nem is adtak ki. A Szegedi Ferencz József Tudományegyetem hallgatója lett 1931-ben. 1936-ban matematika-fizika szakos tanári oklevelet szerzett, majd 1941. október 17.-én ugyanitt matematika főtárgyból bölcsészdoktor lett. 1939-ből származik az utolsó publikációja, amelyen a "Strausz" név alatt szerepelt; ezután a "Sólyi" vezetéknevet vette fel. Hallgatóként a (szegedi) Eötvös Kollégium lakója volt. Írt műegyetemi jegyzetet a mikrohullámokról. Bay Zoltán csoportjában dolgozott. Előadásokat tartott a Műegyetem Mérnökképző Intézetében. A több változós függvények variáció-számítás területen ért el eredményeket. 1943. januárjában Sólyi Antal állami ipariskolai helyettes tanárt a budapesti m. kir. állami „Kandó Kálmán" villamosipari középiskolához rendes tanárrá nevezték ki.
A háborúban szerzett betegségének áldozata lett; szívbénulást szenvedett, és 1945. november 25-én hunyt el a családi kúriájában a Zala vármegyei Nagylengyelben.

## Főbb művei
- Egy Bohr féle tételről (Szőkefalvi Nagy Bélával, MTA Matem. és Term. tud. Ért. 1938)
- A Haar féle variációs lemma és alkalmazásai (doktori értekezés, Matem. és Fiz. L. 1941)
- Über Funktionen, die ein endliches Dirichlet’schen Integral haben (Acta Scientiarum Mathem. Szeged, 1941)
- Amplitúdó-moduláció (Mérnöktovábbképző Int. Kiadv. Bp., 1943)